# Mihael Vončina
Mihael »Miha« Vončina, slovenski nogometaš, * 25. februar 1969.
Vončina je kariero začel v jugoslovanski ligi pri Olimpiji, preostali del kariere pa je igral v slovenski ligi za klube Ljubljana, Primorje, Domžale, Tabor Sežana, Elan Novo Mesto in Livar ter avstrijski First Vienna. Skupno je v prvi slovenski ligi odigral 86 prvenstvenih tekem in dosegel 25 golov. 
Za slovensko reprezentanco je nastopil 6. decembra 1995 na prijateljski tekmi proti mehiški reprezentanci.